# Nick Kroll
Nicholas J. "Nick" Kroll (født 5. juni 1978) er en amerikansk komiker og skuespiller.